# San Michele di Serino
San Michele di Serino är en ort och kommun i provinsen Avellino i regionen Kampanien i Italien. Kommunen hade 2 490 invånare (2017).